# Кубок трёх наций 2002
Кубок трёх наций 2002 — 7-й розыгрыш Кубка трёх наций, ежегодного турнира по регби-15 между командами Австралии, Новой Зеландии и ЮАР. Проходил с 13 июля по 17 августа 2002 года. Победителем стала Новая Зеландия.

## Регламент
Команды проводят по две игры (одну дома, другую в гостях) с каждым из соперников. Побеждает команда, набравшая большее количество очков. Помимо очков за победу и ничью, можно, при выполнении определённых условиях, заработать бонусные очки:
- 4 очка за победу
- 2 очка за ничью
- 0 очков за поражение
- 1 очко за четыре или более занесённые командой попытки в матче, вне зависимости от конечного результата игры (бонус в атаке)
- 1 очко за проигрыш в матче с разницей в семь или менее очков (бонус в защите)

## Результаты

### Итоговое положение команд
| Место | Команда        | Игры | Игры | Игры | Игры | Игровые очки | Игровые очки | Игровые очки | Бонусные очки | Всего очков |
| Место | Команда        | И    | В    | Н    | П    | +            | −            | ±            | Бонусные очки | Всего очков |
| ----- | -------------- | ---- | ---- | ---- | ---- | ------------ | ------------ | ------------ | ------------- | ----------- |
| 1     | Новая Зеландия | 4    | 3    | 0    | 1    | 97           | 65           | +32          | 3             | 15          |
| 2     | Австралия      | 4    | 2    | 0    | 2    | 91           | 86           | +5           | 3             | 11          |
| 3     | ЮАР            | 4    | 1    | 0    | 3    | 103          | 140          | -37          | 3             | 7           |

### Матчи

#### Первый матч
| 13 июля 2002 19:35 (UTC+12)                | \| Новая Зеландия \| 12:6 (6:3) Отчёт (англ.) \| Австралия \| \| Штрафные: Мертенс (4) · : Робинсон 72'-80' \| Голы \| Штрафные: Барк (2) \| | «Jade Stadium», Крайстчерч Зрителей: 36 500 - 40 000 Судья: Джонатан Каплан |
| Новая Зеландия                             | 12:6 (6:3) Отчёт (англ.) | Австралия                                                                   |
| Штрафные: Мертенс (4) · : Робинсон 72'-80' | Голы | Штрафные: Барк (2)                                                          |

#### Второй матч
| 20 июля 2002 19:35 (UTC+12)                                                                                            | \| Новая Зеландия \| 41:20 (21:13) Отчёт (англ.) \| ЮАР \| \| Попытки: Хоулетт, Хамметт, Торн, Маршалл, Робертсон Реализации: Мертенс (2/5) Штрафные: Мертенс (3) Дроп-голы: Мертенс \| Голы \| Попытки: Грифф, Жубер · Реализации: Преториус (2/2) · Штрафные: Преториус · Дроп-голы: Грифф · : Жубер 55'-65' \| | «Westpac Trust Stadium», Веллингтон Зрителей: 37 693 - 38 000 Судья: Стюарт Дикинсон Помощник судьи: Уэйн Эриксон |
| Новая Зеландия | 41:20 (21:13) Отчёт (англ.) | ЮАР |
| Попытки: Хоулетт, Хамметт, Торн, Маршалл, Робертсон Реализации: Мертенс (2/5) Штрафные: Мертенс (3) Дроп-голы: Мертенс | Голы | Попытки: Грифф, Жубер · Реализации: Преториус (2/2) · Штрафные: Преториус · Дроп-голы: Грифф · : Жубер 55'-65'    |

#### Третий матч
| 27 июля 2002 19:05 (UTC+10) | \| Австралия \| 38:27 (27:10) Отчёт (англ.) \| ЮАР \| \| Попытки: Тюн, Мортлок, Латам (2) · Реализации: Барк (3/3), Мортлок (0/1) · Штрафные: Барк (3), Мортлок · : Пол 32'-42', Харрисон 32'-42' \| Голы \| Попытки: Жубер (2), Скинстэд, Расселл · Реализации: Преториус (2/4) · Штрафные: Преториус · : Грифф 32'-42', Раутенбах 32'-42' \| | «Wooloongabba», Брисбен Зрителей: 37 278 - 37 528 Судья: Стив Ландер Помощники судьи: Пол Хонисс, Пэдди О’Брайен               |
| Австралия | 38:27 (27:10) Отчёт (англ.) | ЮАР |
| Попытки: Тюн, Мортлок, Латам (2) · Реализации: Барк (3/3), Мортлок (0/1) · Штрафные: Барк (3), Мортлок · : Пол 32'-42', Харрисон 32'-42' | Голы | Попытки: Жубер (2), Скинстэд, Расселл · Реализации: Преториус (2/4) · Штрафные: Преториус · : Грифф 32'-42', Раутенбах 32'-42' |

#### Четвёртый матч
| 3 августа 2002 19:05 (UTC+10)                                    | \| Австралия \| 16:14 (8:3) Отчёт (англ.) \| Новая Зеландия \| \| Попытки: Шарп, Роджерс Реализации: Барк (0/2) Штрафные: Барк (2) \| Голы \| Попытки: Маккоу Реализации: Мертенс (0/1) Штрафные: Мертенс (3) \| | «Telstra Stadium», Сидней Зрителей: 79 543 Судья: Андре Уотсон  |
| Австралия                                                        | 16:14 (8:3) Отчёт (англ.) | Новая Зеландия                                                  |
| Попытки: Шарп, Роджерс Реализации: Барк (0/2) Штрафные: Барк (2) | Голы | Попытки: Маккоу Реализации: Мертенс (0/1) Штрафные: Мертенс (3) |

#### Пятый матч
| 10 августа 2002 15:00 или 15:05 (UTC+2)                                                             | \| ЮАР \| 23:30 (17:17) Отчёт (англ.) \| Новая Зеландия \| \| Попытки: де Кок, Преториус Реализации: Преториус (2/2) Штрафные: Преториус (2) Дроп-голы: Преториус \| Голы \| Попытки: Макдональд, штрафная, Хоулетт, Маугер Реализации: Мертенс (2/4) Штрафные: Мертенс (2) \| | «Kings Park Stadium», Дурбан Зрителей: 52 000 - 52 500 Судья: Дэвид Макхаг (до 42') / Крис Уайт Помощники судьи: Крис Уайт, Ален Ролланд |
| ЮАР                                                                                                 | 23:30 (17:17) Отчёт (англ.) | Новая Зеландия |
| Попытки: де Кок, Преториус Реализации: Преториус (2/2) Штрафные: Преториус (2) Дроп-голы: Преториус | Голы | Попытки: Макдональд, штрафная, Хоулетт, Маугер Реализации: Мертенс (2/4) Штрафные: Мертенс (2)                                           |

#### Шестой матч
| 17 августа 2002 15:05 (UTC+2)                                                                            | \| ЮАР \| 33:31 (14:9) Отчёт (англ.) \| Австралия \| \| Попытки: Паулс (2), Расселл, ван Никерк, Грифф · Реализации: Грифф (4/5) · : Барри 51'-61' · : Жубер 70' \| Голы \| Попытки: Роджерс, Кефу, Кэннон Реализации: Барк (2/3) Штрафные: Барк (3) Дроп-голы: Греган \| | «Ellis Park», Йоханнесбург Зрителей: 62 500 - 63 000 Судья: Пэдди О’Брайен Помощники судьи: Крис Уайт, Ален Ролланд Телевизионный помощник судьи: Джим Флеминг |
| ЮАР | 33:31 (14:9) Отчёт (англ.) | Австралия |
| Попытки: Паулс (2), Расселл, ван Никерк, Грифф · Реализации: Грифф (4/5) · : Барри 51'-61' · : Жубер 70' | Голы | Попытки: Роджерс, Кефу, Кэннон Реализации: Барк (2/3) Штрафные: Барк (3) Дроп-голы: Греган                                                                     |

| Кубок трёх наций 2002 Победитель |
| -------------------------------- |
| Флаг Новой Зеландии              |
| Новая Зеландия 4-й раз           |